# Kobylany (województwo małopolskie)

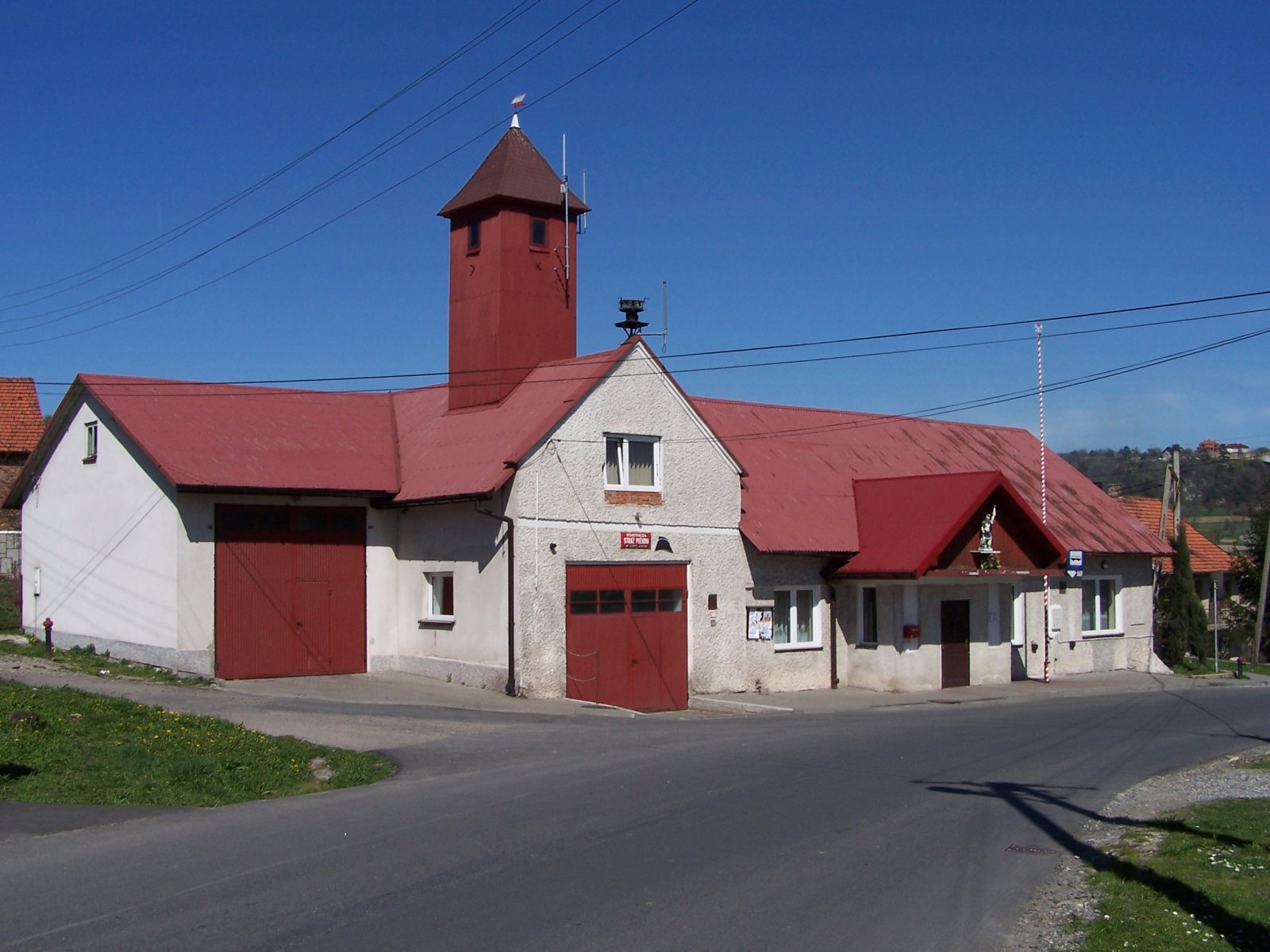
Remiza OSP w Kobylanach

Kobylany – wieś w Polsce położona w województwie małopolskim, w powiecie krakowskim, w gminie Zabierzów.
Wieś graniczy z miejscowościami: Będkowice, Karniowice, Więckowice, Zabierzów, Kochanów, Niegoszowice, Brzezinka, Radwanowice, Szklary.
W roku 2021 we wsi mieszkało 989 osób z czego 50,7% stanowiły kobiety, a 49,3% mężczyźni.
Wieś dziekana kapituły katedralnej krakowskiej w powiecie proszowickim województwa krakowskiego w końcu XVI wieku.

## Części wsi
| SIMC    | Nazwa  | Rodzaj    |
| ------- | ------ | --------- |
| 0343792 | Gaj    | część wsi |
| 0343800 | Łączki | część wsi |

## Historia
Nazwa Kobylany pochodzi od kobylników, którzy pracowali na dworze księcia. Pierwsze wzmianki o wsi pochodzą z 1399 roku. Wieś należała wówczas do kapituły krakowskiej, jej mieszkańcy zajmowali się rolnictwem i hodowlą bydła. Przy drogach wylotowych znajdowały się młyny i karczmy.
W latach 1815–1846 wieś położona była na terenie Wolnego Miasta Krakowa, potem w zaborze austriackim, a w czasie II Rzeczypospolitej do powiatu krakowskiego w województwie krakowskim. Od 26 października 1939 do 18 stycznia 1945 wieś należała do gminy Kressendorf w Landkreis Krakau dystryktu krakowskiego w Generalnym Gubernatorstwie. 6 października 1954 r. wieś (gromada Kobylany) i gromada Więckowice ze zniesionej ówczesnej gminy Zabierzów utworzyła gromadę Kobylany w ówczesnym powiecie krakowskim w woj. krakowskim. 30 czerwca 1960 r. jej obszar włączono do gromady Bolechowice. 1 stycznia 1973 znalazła się w gminie Zabierzów w ówczesnym powiecie chrzanowskim. W latach 1975–1998 miejscowość była położona w województwie krakowskim. 

## Oświata
W 1871 r. powstała  szkoła w Kobylanach. W latach 1965–1967 zbudowano nowy budynek szkolny. W 1991 r. szkoła otrzymała imię pochodzącego z Kobylan por. Piotra Olka ps. „Gołąb”, żołnierza ZWZ-AK, który zginął w Zabierzowie z rąk gestapo w lipcu 1943 r. 11 maja 1996 r. szkoła otrzymała sztandaru, który został ufundowany przez Fundację Teresy i Zdzisława Knobel z Toronto w Kanadzie zrzeszającej żołnierzy AK.

## Przyroda i turystyka
Kobylany położone są na Wyżynie Krakowsko-Częstochowskiej na południowych, opadających do Rowu Krzeszowickiego zboczach wzniesień Wyżyny Olkuskiej, oraz w samym Rowie Krzeszowickim. Północne tereny wsi ze względu na piękno krajobrazu i cenną przyrodę włączone zostały w obszar Parku Krajobrazowego Dolinki Krakowskie. Położenie miejscowości sprawia, że jest ona dobrym miejscem wypadowym do zwiedzania najpiękniejszych z tych dolin: Będkowskiej, Kobylańskiej i Bolechowickiej.
Przez wieś przepływa Kobylanka będąca lewobrzeżnym dopływem Rudawy. Niegdyś koryto potoku było drogą dojazdową do gospodarstw, która po obfitych deszczach była nieprzejezdna. W 2012 roku potok obudowano wysokimi kamienno-betonowymi wałami, prowadząc nową drogę wysoko nad korytem.

### Szlaki turystyczne
żółty – z Kobylan przez Dolinę Kobylańską, Będkowice, Dolinę Będkowską, Dolinę Szklarki, rezerwat przyrody Dolina Racławki do Paczółtowic.
 rowerowy szlak brzozowy – z Kobylan przez Dolinę Kobylańską (w górę), Krzemionkę, Zelków, Ujazd, Zabierzów, Bolechowice. W Bolechowicach szlak rozdziela się: do Kobylan lub do Zelkowa.
 czerwony – z Kobylan przez Dolinę Kobylańską (w górę), Krzemionkę do Bolechowic.
 czerwony – z Kobylan przez Łączki, Dolinę Będkowską (w górę), Bębło, Wierzchowie, rezerwat przyrody Dolina Kluczwody, Zelków do Bolechowic.

## Zabytki
Pozostałości dawnego zespołu dworskiego z kaplicą z początku XIX w. oraz resztkami parkowej zieleni.

## Ulice
W 2011 r. nadano nazwy ulic: Akacjowa, Brzozowa, Bursztynowa, Chabrowa, Czereśniowa, Dworska, Gaik, Górska, Jana Pawła II, Jurajska, Kasztanowa, Konwaliowa, Kościuszki, Krakowska, Krótka, Kwiatowa, Leśna, Łączki, Malownicza, Modrzewiowa, Na Gaju, Nad Potokiem, Ogrodowa, Sadowa, Skalna, Słoneczna, Spacerowa, Spokojna, Stroma, Szkolna, św. Floriana, św. Krzyża, Turystyczna, Widokowa, Zacisze, Zakątek, Zielone Wzgórze.